# Джерельное (Харьковская область)
Джерельное (укр. Джерельне; до 2024 года — Старая Московка) — село, Коротычанский поселковый совет, Харьковский район, Харьковская область, Украина.
Код КОАТУУ — 6325157002. Население по переписи 2001 года составляет 40 (18/22 м/ж) человек.

## Географическое положение
Село Старая Московка находится в низине (гораздо ниже Коротича, к которому относится) на пересыхающем ручье Московка — левом притоке реки Мерефа (левый берег),
выше по течению Мерефы на расстоянии в 1 км к западу расположен город Люботин (его район Гиёвка),
ниже по течению на расстоянии в 1,5 км на юго-восток расположен пгт Буды.
По селу протекает пересыхающий ручей с несколькими запрудами и одним озером.
К селу примыкает лесной массив (дуб).
Рядом проходят автомобильная дорога Р-51 и
железная дорога, станция Платформа 7 км.

## История
- 1795 — дата основания.[источник?]
- С начала 1930-х здесь был совхоз «Московка».[1]